# Нижнекамский муниципальный институт
Нижнекамский муниципальный институт — упразднённое образовательное учреждение Нижнекамска, которое было единственным самостоятельным вузом, учреждённым администрацией города и Нижнекамского района. Организационно-правовая форма — муниципальное образовательное учреждение.

## История
Нижнекамский муниципальный институт был открыт в 1997 году с целью подготовки для города и района квалифицированных специалистов: социологов, юристов, учителей права, иностранных языков, физической культуры и спорта, татарского языка и информатики. Первым ректором вуза был назначен профессор Владимир Борисович Живетин.
В 2000 году ректором института назначен профессор Фарит Габтелович Ялалов.
В 2004 году вуз получил статус регионального научно-методического центра и в том же году открыл отделение кафедры ЮНЕСКО в соответствии с программой международного проекта «УНИТВИН — Кафедры ЮНЕСКО» для реализации совместных с РГПУ им. А. И. Герцена проектов «Реальность этноса» и «Этнодидактика народов России».
В 2005 году вуз был включён в международную педагогическую сеть ЮНЕСКО «Педагогическое образование: мультикультурный диалог».
В 2006 году учёный совет института получил право представлять документы своих преподавателей в Рособрнадзор на присуждение учёного звания доцента и профессора по кафедре.
В 2007 году институт стал сертифицированным участником федерального инновационного проекта «Апробация и внедрение типовой модели системы качества учреждения профессионального образования»[значимость факта?] и базовой площадкой для реализации грантовой программы Министерства образования и науки Республики Татарстан и правительства Татарстана по подготовке и переподготовке высококвалифицированных кадров.
В 2010 году по итогам опроса работодателей вуз стал победителем конкурса «Лучший вуз Приволжского федерального округа 2010 года»[значимость факта?].
Процедуру повторного лицензирования институт прошёл в марте 2013 года. В ноябре 2013 года Рособрнадзор отказал Нижнекамскому муниципальному институту в аккредитации как неэффективному вузу по уровню трудоустройства выпускников, результатам научно-исследовательской деятельности и количеству зарубежных абитуриентов. Институт ликвидирован в соответствии с постановлением исполкома Нижнекамского муниципального района; его лицензия исключена из реестра с 1 января 2014 года.

## Структура

### Факультет гуманитарно-экономический
- Кафедра менеджмента и туризма
- Кафедра гражданского права и процесса
- Кафедра уголовного права и процесса
- Кафедра конституционного (государственного) права
- Кафедра финансового права
- Кафедра иностранных языков
- Кафедра физической культуры
- Кафедра информатики и математики
- Кафедра татарской филологии
- Кафедра общегуманитарных и педагогических дисциплин

## Специальности и направления высшего профессионального образования

### Специалитет
- Управление инновациями
- Прикладная информатика
- Теория и методика преподавания иностранных языков и культур (англ., нем. языки)
- Юриспруденция
- Информатика
- Управление персоналом
- Менеджмент организации
- Реклама
- Туризм
- Физическая культура

### Бакалавриат
- Бизнес-информатика
- Юриспруденция
- Менеджмент
- Коммерция
- Реклама
- Туризм
- Лингвистика (англ., нем. языки)
- Физическая культура

### Программы дополнительного профессионального образования
- Юридический психолог
- Менеджер по маркетингу
- Переводчик в сфере профессиональной коммуникации
- Экономика и управление предприятием